# Ricardo Schwartz Schor
Ricardo Schwartz Schor (7 de maio de 1946) é um pesquisador brasileiro, membro titular da Academia Brasileira de Ciências na área de Ciências Físicas desde 29 de março de 1995. É professor aposentado do departamento de Física da Universidade Federal de Minas Gerais.
Foi condecorado na Ordem Nacional do Mérito Científico.